# 肥根兰属
肥根兰属（学名：Manniella）是兰科下的一个属，为陆生兰。该属共有2种，分布于西非与南美。